# Gulftown
Gulftown è la futura evoluzione del processore Intel Xeon DP per sistemi biprocessore, e andrà a sostituire il core Gainestown. Dovrebbe inoltre essere anche il successore del Core i7 Bloomfield e andare così a occupare anche la fascia più alta del settore desktop, dove continuerà ad appartenere alla famiglia Core i7 Extreme (e probabilmente in un secondo tempo anche alla più semplice Core i7).
L'arrivo sui mercati è stato il 16 marzo 2010, è basato sulla seconda generazione dell'architettura Nehalem (a sua volta successiva all'Intel Core Microarchitecture), originariamente introdotta nella gamma Xeon DP proprio dal core Gainestown nel primo trimestre del 2009; tale seconda generazione è conosciuta mediante il nome in codice Westmere.

## Caratteristiche tecniche

### Processo produttivo
A differenza del predecessore, Gulftown è una CPU da 6 core e costruita mediante il nuovo processo produttivo a 32 nm secondo un approccio a Die Monolitico.
Ancora una volta, sono presenti 3 livelli di cache. Ogni core avrà una propria cache L1 da 64 KB (divisa a sua volta in 2 blocchi da 32 KB, per le istruzioni e per i dati, al pari di quanto avviene per la precedente architettura Core), e una propria cache L2 da 256 KB (ma potrebbe essere anche da 512 KB, non è ancora certo); a queste si aggiunge un'ulteriore cache L3 da 12 MB (contro quella da 8 MB del predecessore, che era però costituito da "solo" 4 core) che è condivisa da entrambi i core e che sarà di tipo inclusivo.
Come previsto dall'architettura Nehalem, il bus è il nuovo Intel QuickPath Interconnect, analogo all'HyperTransport di AMD, e dovrebbe trovare posto 2 collegamenti QPI indipendenti; è presente il controller della memoria RAM, di tipo Triple Channel (a 3 canali) che supporta memorie DDR3, probabilmente negli standard 800/1066/1333 MHz; questa CPU consentirà anche l'utilizzo di moduli di memoria particolarmente efficienti e funzionanti a soli 1,35 V (inferiori ai DDR3 standard).
La potenza massima assorbita è 130W. Per quanto riguarda il socket, esso è l'LGA 1366 (conosciuto anche come Socket B) e introdotto da Gainestown e dalla sua controparte desktop Bloomfield.
Nonostante l'aumento del 50% sia dei core che della cache L3 sia del numero di transistor che compongono Gulftown (che è pari a 1,17 miliardi contro i 731 milioni del predecessore), grazie al nuovo processo produttivo, la superficie complessiva del processore è diminuita, essendo di soli 240 mm² contro i 263 mm² di Gainestown e Bloomfield.

#### Sfruttamento della cache di ultimo livello
Nei processori dual core e multi core si pone il problema di come sfruttare la grande dotazione di cache di ultimo livello e come gestirne l'accesso da parte dei vari core. L'approccio a die monolitico cui si è accennato poco sopra è solo uno degli approcci possibili nella realizzazione, e ognuno di questi comporta pro e contro relativamente ai metodi di fruizione di questa preziosa memoria aggiuntiva. Buona parte di questi aspetti è evidenziata nella voce Architettura dual core#Architettura della cache condivisa, in cui si fa riferimento anche ad altri processori che sfruttano i differenti approcci.

### Tecnologie implementate
Oltre alle ormai scontate istruzioni MMX, SSE, SSE2, SSE3, EM64T e XD-bit, è implementato anche l'intero set di istruzioni SSE4. A fine 2007 con i primi processori a 45 nm (basati però su architettura "Core") Intel aveva iniziato l'introduzione di queste nuove istruzioni ma si era limitata a 47 istruzioni sulle 54 previste dal set SSE4 completo, e per questo motivo il produttore indicava questa prima implementazione, limitata, come SSE4.1 (dove .1 indica la prima versione); in tutti i processori basati sull'architettura Nehalem invece, verrà integrato l'intero set delle istruzioni, indicato come SSE4.2.
Non mancano la tecnologia di virtualizzazione Vanderpool e quella di risparmio energetico SpeedStep, che nelle nuove CPU vanterà decisi miglioramenti; grazie alla tecnologia Power Gate infatti, Gulftown è in grado di rallentare e accelerare la frequenza di ogni core individualmente a seconda della specifica occupazione e arrivare addirittura allo "spegnimento" di quelle aree della CPU che risulteranno inutilizzate, addirittura degli interi core, riducendone il voltaggio a zero, non limitandosi a diminuirne le richieste energetiche. Oltre ai core, Gulftown arriva anche allo spegnimento della cache L3, così da ridurre ulteriormente i consumi massimi; ciò è stato reso possibile dall'introduzione di una memoria di tipo SRAM nella quale viene copiato il contenuto della cache L3 nel momento in cui questa può venire spenta.
Alla tecnologia appena citata, se ne unisce anche un'altra esattamente duale, chiamata Intel Turbo Mode che è in sostanza il nuovo nome della Intel Dynamic Acceleration già vista nei Core 2 Duo Merom e Penryn alla base delle piattaforme Centrino Duo Santa Rosa e Centrino 2 Montevina. La nuova architettura Nehalem ha portato tale tecnologia in tutti i settori di mercato e grazie ad essa sarà possibile aumentare il clock dei soli core utilizzati in modo da velocizzare l'elaborazione di quelle particolari applicazioni che non sono in grado di sfruttare adeguatamente un processore multi core. Avendo meno core attivi, consente infatti di aumentare il clock (e quindi il consumo) dei core rimanenti senza eccedere le specifiche della CPU stessa.
Al pari di quanto avviene in Gainestown, anche la gestione del calore dissipato vedrà importanti miglioramenti: a differenza di quanto avviene nei processori precedenti, che al raggiungimento di una certa temperatura abbassano istantaneamente il proprio clock al valore più basso possibile, in Gulftown il clock verrà abbassato progressivamente fino al raggiungimento della temperatura adeguata.
L'implementazione della nuova tecnologia Simultaneous Multi-Threading, evoluzione della vecchia Hyper-Threading (ma basata su principi completamente diversi), ormai abbandonata da parte del produttore statunitense, e in grado di raddoppiare il numero di thread elaborabili dalla CPU. Dato che Gulftown avrà 6 core, sarà in grado di gestire fino a 12 thread contemporaneamente.
Derivando dalla seconda generazione dell'architettura Nehalem, conosciuta come Westmere, Gulftown integrerà anche le 7 nuove istruzioni AES-NI grazie alle quali dovrebbero venire triplicate le prestazioni di elaborazioni relative a criptaggio e decriptaggio AES.

## Primi test di overclock
A fine settembre 2009 è stato possibile portare un particolare esemplare di pre-produzione di Gulftown, che nominalmente funzionerebbe a 2,4 GHz, fino alla frequenza di 6,4 GHz utilizzando come sistema di raffreddamento azoto liquido.

### Modelli attesi o già sul mercato
Di seguito i modelli attesi al debutto per il settore server:
- Xeon DP X5680 - 6 core, clock a 3,33 GHz, 12 MB di cache L3, RAM 3-channel DDR3-1333, 130 W, QPI a 6,4 GT/s, SMT, Turbo Mode (3,6)GHz
- Xeon DP X5670 - 6 core, clock a 2,93 GHz, 12 MB di cache L3, RAM 3-channel DDR3-1066, 95 W, QPI a 4,8 GT/s, SMT, Turbo Mode (3,33 GHz)
- Xeon DP X5660 - 6 core, clock a 2,8 GHz, 12 MB di cache L3, RAM 3-channel DDR3-1066, 95 W, QPI a 4,8 GT/s, SMT, Turbo Mode (3,2 GHz)
- Xeon DP X5650 - 6 core, clock a 2,66 GHz, 12 MB di cache L3, RAM 3-channel DDR3-1066, 95 W, QPI a 4,8 GT/s, SMT, Turbo Mode (3,06 GHz)

Prevista anche la versione LV (Low Voltage) a voltaggio ridotto:
- Xeon DP L5640 - 6 core, clock a 2,26 GHz, 12 MB di cache L3, RAM 3-channel DDR3-1066, 60 W, QPI a 4,8 GT/s, SMT, Turbo Mode (2,8 GHz)

Sono previste anche versioni a 4 core, che verranno realizzate disattivando semplicemente una coppia di core:
- Xeon DP X5677 - 4 core, clock a 3,46 GHz, 12 MB di cache L3, RAM 3-channel DDR3-1066, 130 W, QPI a 4,8 GT/s, SMT, Turbo Mode (3,73 GHz)
- Xeon DP X5667 - 4 core, clock a 3,06 GHz, 12 MB di cache L3, RAM 3-channel DDR3-1066, 95 W, QPI a 4,8 GT/s, SMT, Turbo Mode (3,47 GHz)
- Xeon DP E5640 - 4 core, clock a 2,66 GHz, 12 MB di cache L3, RAM 3-channel DDR3-1066, 80 W, QPI a 4,8 GT/s, SMT, Turbo Mode (2,93 GHz)
- Xeon DP E5630 - 4 core, clock a 2,53 GHz, 12 MB di cache L3, RAM 3-channel DDR3-1066, 80 W, QPI a 4,8 GT/s, SMT, Turbo Mode (2,8 GHz)
- Xeon DP E5620 - 4 core, clock a 2,4 GHz, 12 MB di cache L3, RAM 3-channel DDR3-1066, 80 W, QPI a 4,8 GT/s, SMT, Turbo Mode (2,66 GHz)

E anche in questo caso le versioni LV:
- Xeon DP L5630 - 4 core, clock a 2,13 GHz, 12 MB di cache L3, RAM 3-channel DDR3-1066, 40 W, QPI a 4,8 GT/s, SMT, Turbo Mode (2,4 GHz)
- Xeon DP L5609 - 4 core, clock a 1,86 GHz, 12 MB di cache L3, RAM 3-channel DDR3-1066, 40 W, QPI a 4,8 GT/s, no SMT, no Turbo Mode

Attualmente esistono 2 cpu intel core i7 extreme per pc domestici desktop
- Core i7 Extreme 980 - 6 core, clock a 3,33 GHz, 12 MB di cache L3, RAM 3-channel DDR3-1333, 130 W, QPI a 6,4 GT/s, SMT, Turbo Mode

(3,6 GHz) - 999 $
- Core i7 Extreme 990 - 6 core, clock a 3,46 GHz, 12 MB di cache L3, RAM 3-channel DDR3-1333, 130 W, QPI a 6,4 GT/s, SMT, Turbo Mode (3,73 GHz)- 999 $

## Il successore
Al momento non sono previste più di 2 generazioni per i processori basati sull'architettura Nehalem, una a 45 nm e una a 32 nm, e dato che Gulftown apparterrà alla seconda è altamente probabile che il suo successore possa essere basato direttamente sull'architettura di decima generazione, successiva a Nehalem e nota con il nome in codice di Sandy Bridge.
Intel in realtà avrebbe anche annunciato di avere allo studio il processore Keifer da ben 32 core, ma la sua architettura, così profondamente diversa, lascia al momento qualche dubbio sul fatto che questo progetto possa in futuro venire commercializzato anch'esso con il nome commerciale di Xeon DP.